# Glass Beach (Fort Bragg)
Glass Beach ist ein mit einer großen Menge an Meerglas bedeckter Strand im MacKerricher State Park nahe Fort Bragg im US-Bundesstaat Kalifornien, der durch jahrelange Deponierung von Müll entstanden ist. Er befindet sich an der Küste im nördlichen Teil des Ortes.

## Geschichte

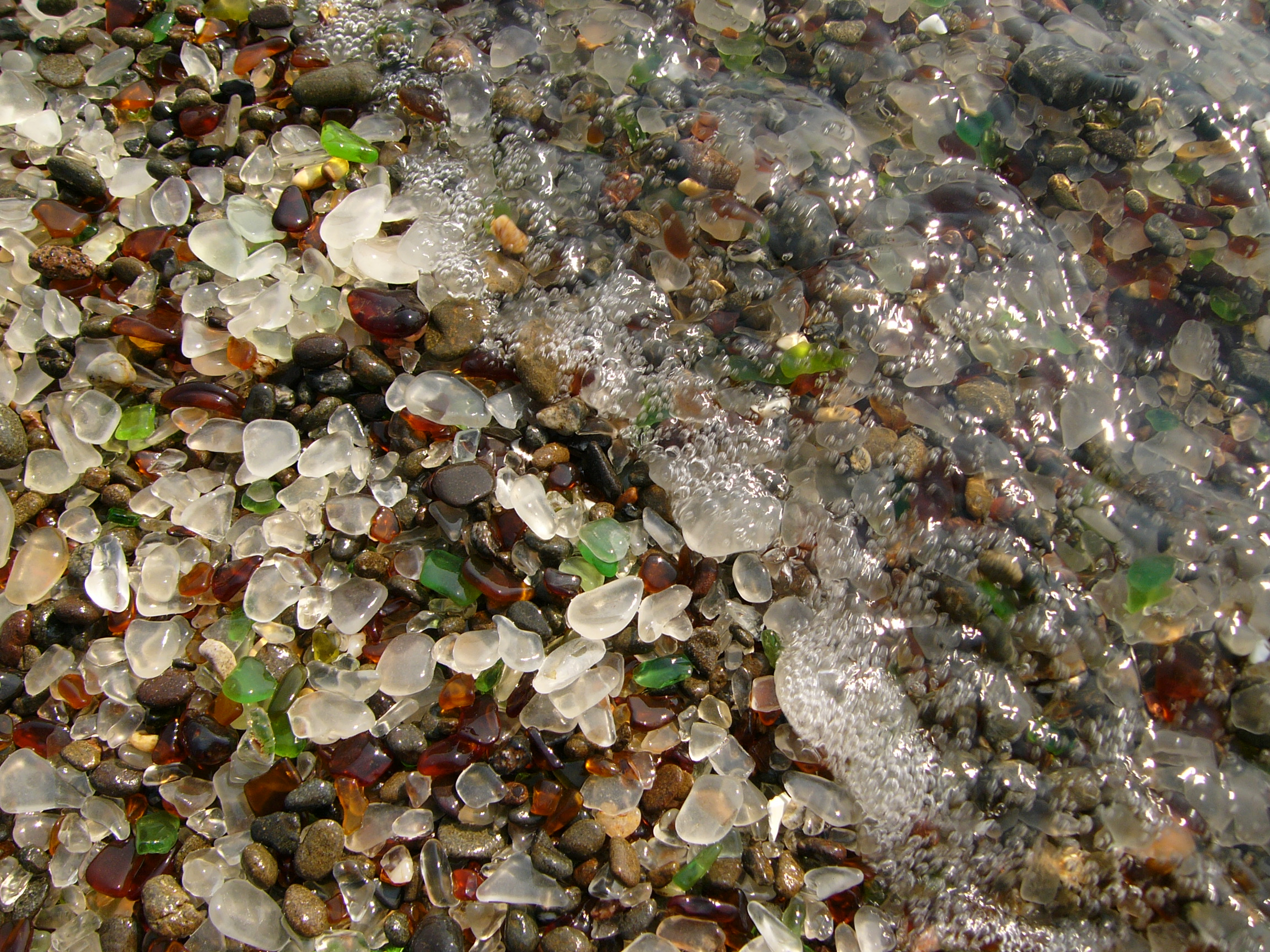
Von einer Welle umspültes Glas

1906 richteten Einwohner von Fort Bragg eine am Wasser liegende Deponie hinter der Union Lumber Company ein, die heutzutage unter dem Namen „Site 1“ bekannt ist. Zu dieser Zeit besaßen die meisten an Ufern gelegenen Gemeinden Deponien, die am Wasser lagen und zur Entsorgung von Glas, diversen Gerätschaften bis hin zu Fahrzeugen dienten. Einwohner nannten das Gebiet „The Dumps“ (zu deutsch in etwa: „Die Deponien“). Eine Verringerung der Größe des Müllhaufens konnte oftmals durch ein Verbrennen des Mülls erreicht werden.
Nachdem die ursprüngliche Deponie 1943 vollständig gefüllt war, wurde an einer Stelle, die heutzutage als „Site Two“ bekannt ist, eine neue Deponie eröffnet, diese war zwischen 1943 und 1949 in Benutzung.
Als Site Two im Jahr 1949 komplett gefüllt war,  wurde nördlich davon Site Three eröffnet, diese war bis 1967 in Verwendung und trägt heutzutage den Namen „Glass beach“.
Das California State Water Resources Control Board und die Kommune schlossen das Gebiet 1967. Um die vorhandene Schädigung zu minimieren, wurden über die Jahre verschiedene Aufräumaktionen gestartet. Während der nächsten Jahrzehnte verrotteten die biologischen Abfälle, die metallischen und diversen anderen Abfälle wurden entfernt und entweder verschrottet oder zu Kunstwerken verarbeitet. Die auf das Land treffenden Wellen zerbrachen das dort noch lagernde Glas und Keramikabfälle und zermahlten diese Scherben in kleine, bunte Stücke. Diese Glasstücke werden heute oftmals zu Schmuck verarbeitet und bedecken sowohl Glass Beach als auch Site Two und Site one, die Sites Two und Three befinden sich am Ende eines Weges, der an der Ecke Elm Street/Glass Beach Drive beginnt. Diese Standorte sind zu Fuß und nach einem kleinen Abstieg über Felsen, die die örtlichen Klippen umgeben, erreichbar. Site One befindet sich zirka 400 Meter südlich von Site Two und wurde im Januar 2015 für Fußgänger im Zuge der Eröffnung des nördlichen Abschnitts des Coastal Trails in Fort Bragg zugänglich.
1998 vereinbarte der Privateigentümer einer Liegenschaft im Bereich der drei Sites mit dem California Coastal Conservancy und dem California Integrated Waste Management Board eine fünfjährige Zusammenarbeit zwecks Säuberung und Verkauf des Grundstücks an den Bundesstaat. Nach dem Abschluss der Reinigungsarbeiten kaufte das California Department of Parks and Recreation das 15,4 Hektar große Glass-Beach-Grundstück und gliederte es im Oktober des Jahres 2002 in den MacKerricher State Park ein.
Der Großteil des eigentlichen „Glass Beach“, Site 3, liegt neben dem MacKerricher State Park. Laut Artikel 10 der Kalifornischen Verfassung enden jegliche Zuständigkeiten des Bundesstaates an der Hochwassermarke (mean high water mark (MHW)). In Fort Bragg liegt diese bei 159 Zentimetern (5,2 Fuß) und der Großteil von Glass Beach liegt tiefer.
Site 1 und Site 2 liegen südlich des „Glass Beach“ und grenzen nicht an das State-Park-Gebiet, jedoch an die neue Stadtparkfläche, die auch an der Hochwassermarke endet.

## Tourismus

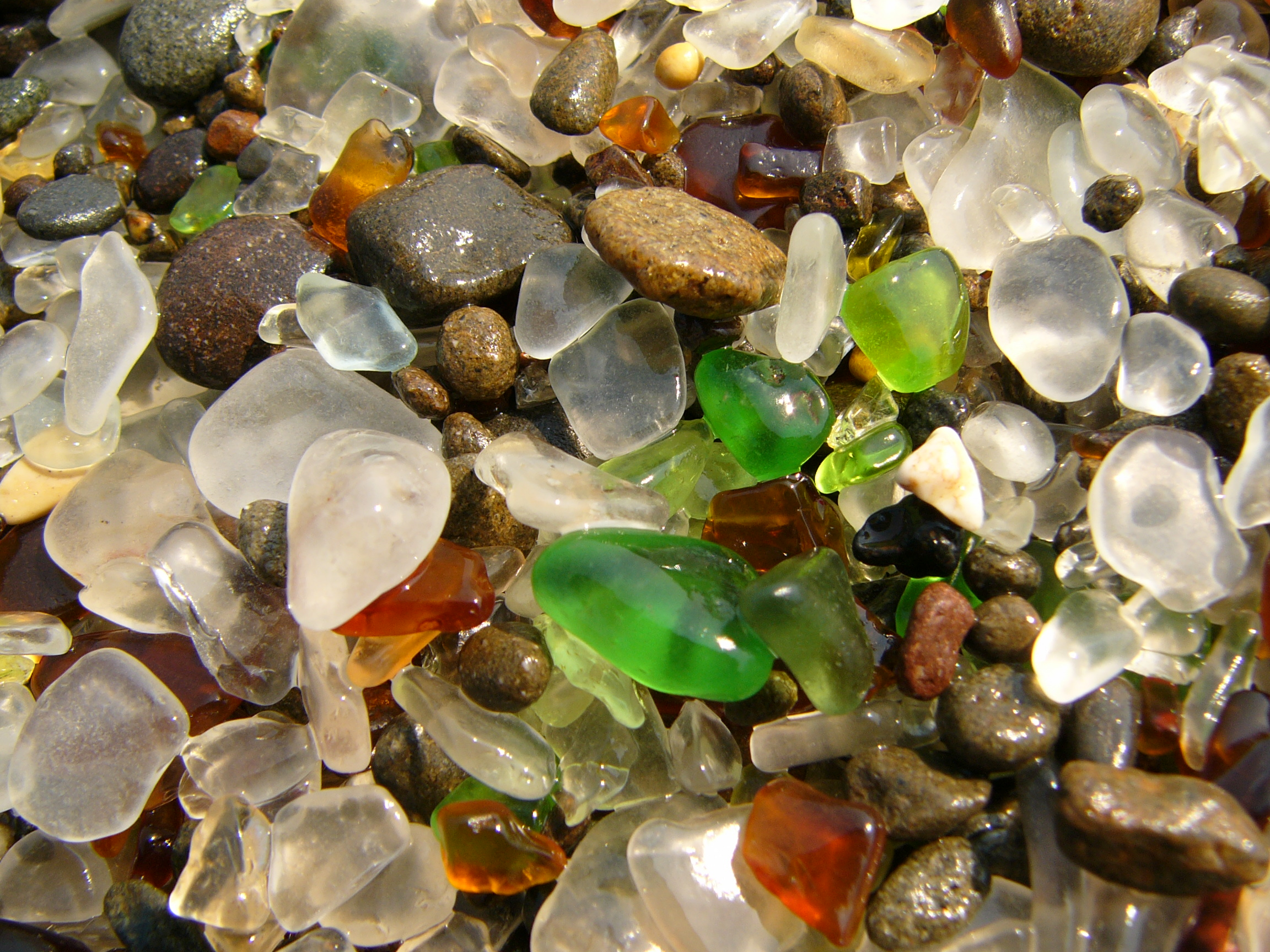
Detailaufnahme vom rundgeschliffenen Glas

Der Strand wird jährlich von Zehntausenden Touristen besucht. Vom Glassammeln auf dem „Glass Beach“ und im benachbarten State Park wird abgeraten. Der Großteil des Meerglases befindet sich allerdings nunmehr auf den anderen Glass Beaches außerhalb des State-Park-Gebietes.
Die Glass Beaches von Fort Bragg werden im Sommer täglich durch 1.000 bis 1.200 Touristen besucht, von denen die meisten etwas Glas mitnehmen. Dadurch und aufgrund natürlicher Einflüsse (die am Strand auftreffenden Wellen führen zu Erosion an den Glasscherben) kommt es zu mählichem Schwund der Glasmenge. 2015 bildete sich eine Initiative rund um Captain J.H. (Cass) Forrington, um die Strände mit weggeworfenem Glas wieder aufzufüllen. Am 10. Dezember 2012 behandelte der Stadtrat von Fort Bragg den Schwund und lehnte Bemühungen für eine Auffüllung, aufgrund der zu erwartenden Kosten und der vermuteten Wahrscheinlichkeit, die notwendigen Genehmigungen nicht zu erhalten, ab.
Ähnliche Strände finden sich im kalifornischen Benicia, in Eleele auf Kauaʻi (Hawaii), Port Townsend, Washington, und der Ussuribucht im Osten Russlands, wo der Strand von den Einheimischen Stekljaschka genannt wird.

## Flora und Fauna

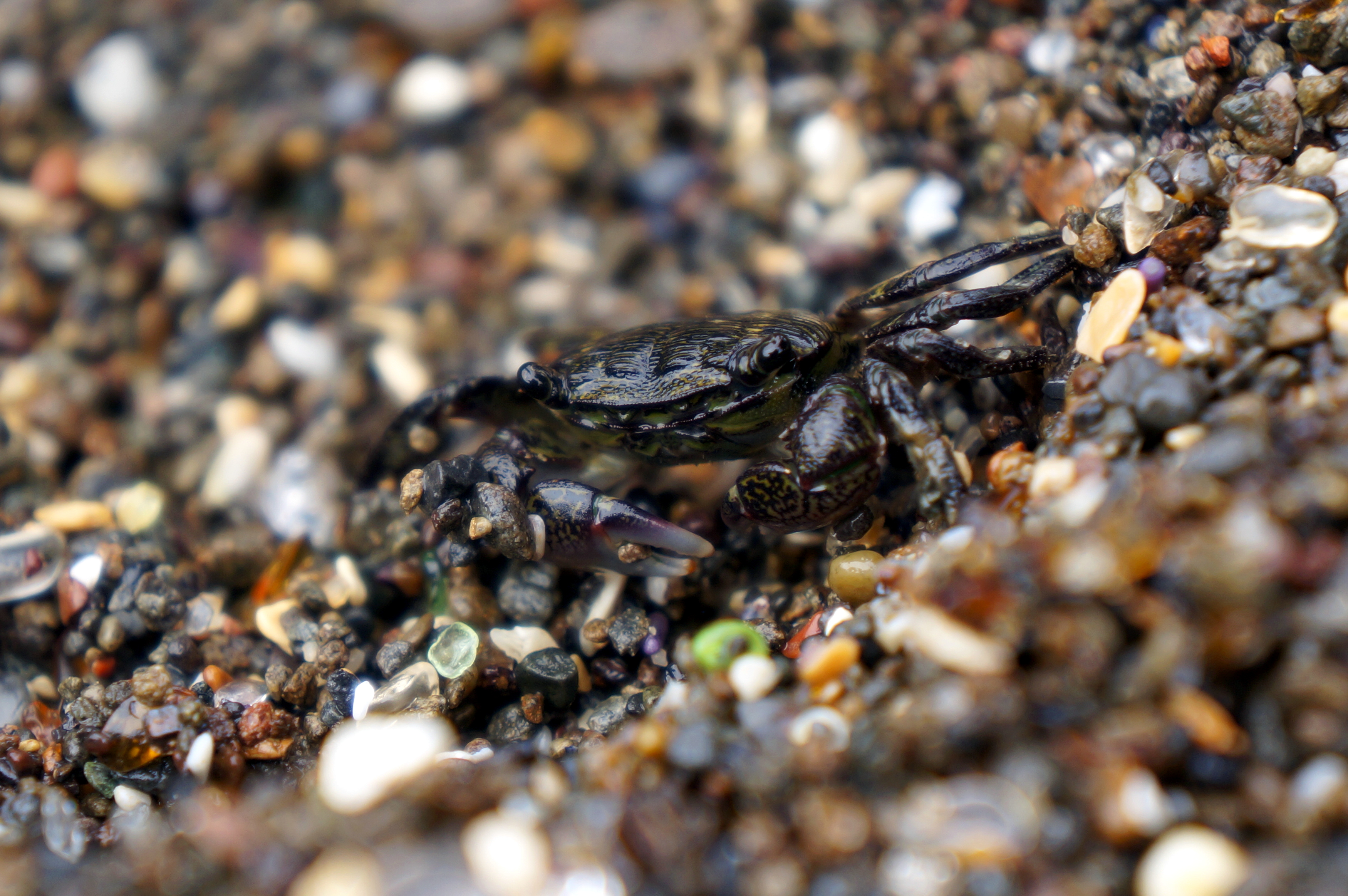
Eine Pachygrapsus crassipes, die über den Glass Beach trippelt.

Diverse gefährdete und geschützte einheimische Pflanzen werden auf dem Glass Beach gefunden, unter anderem die Schöterich-Hybride Erysimum menziesii, auch Menzies’ wallflower genannt.

## Rundfunkberichte
- Johanna Hutt: Der Glasstrand, ProSieben – Galileo, Reihe: What the Fakt, Folge 334, Staffel 2017 vom 8. Dezember 2017 (YouTube vom 11. Januar 2018)